# Gilang (Ngunut)
Gilang is een bestuurslaag in het regentschap Tulungagung van de provincie Oost-Java, Indonesië. Gilang telt 5605 inwoners (volkstelling 2010).